# Катберт (Джорджія)
Катберт (англ. Cuthbert) — місто (англ. city) в США, в окрузі Рендолф штату Джорджія. Населення — 3143 особи (2020).

## Географія
Катберт розташований за координатами 31°46′14″ пн. ш. 84°47′37″ зх. д. / 31.77056° пн. ш. 84.79361° зх. д. (31.770686, -84.793575).  За даними Бюро перепису населення США в 2010 році місто мало площу 7,92 км², з яких 7,89 км² — суходіл та 0,04 км² — водойми.

## Демографія
Згідно з переписом 2010 року, у місті мешкали 3873 особи в 1555 домогосподарствах у складі 936 родин. Густота населення становила 489 осіб/км².  Було 1906 помешкань (241/км²).
Расовий склад населення:
| - 78,8 % — чорних або афроамериканців - 19,5 % — білих - 0,5 % — азіатів - 0,1 % — корінних американців |

До двох чи більше рас належало 0,7 %. Частка іспаномовних становила 1,7 % від усіх жителів.
За віковим діапазоном населення розподілялося таким чином: 22,5 % — особи молодші 18 років, 60,0 % — особи у віці 18—64 років, 17,5 % — особи у віці 65 років та старші. Медіана віку мешканця становила 39,8 року. На 100 осіб жіночої статі у місті припадало 79,6 чоловіків;  на 100 жінок у віці від 18 років та старших — 72,9 чоловіків також старших 18 років.
Середній дохід на одне домашнє господарство  становив 60 224 долари США (медіана — 23 800), а середній дохід на одну сім'ю — 58 887 доларів (медіана — 26 813). За межею бідності перебувало 37,5 % осіб, у тому числі 66,8 % дітей у віці до 18 років та 14,1 % осіб у віці 65 років та старших.
Цивільне працевлаштоване населення становило 995 осіб. Основні галузі зайнятості: освіта, охорона здоров'я та соціальна допомога — 34,0 %, роздрібна торгівля — 16,1 %, виробництво — 10,5 %, сільське господарство, лісництво, риболовля — 9,8 %.